# Louis-Marie Ling Mangkhanekhoun
Louis-Marie Ling Mangkhanekhoun (Bonha-Louang, 8 aprile 1944) è un cardinale e vescovo cattolico laotiano, dal 23 dicembre 2024 vicario apostolico emerito di Vientiane e dal 30 novembre 2019 amministratore apostolico di Luang Prabang.

## Biografia
Louis-Marie Ling Mangkhanekhoun è nato a Bonha-Louang l'8 aprile 1944. È di etnia khmu e parla khmu, laotiano, francese e inglese.
Nel 1952 la madre, che da poco si era convertita al cristianesimo dopo l'arrivo dei missionari, lo ha battezzato. Un suo cugino laico e catechista, Luc Sy, uno dei martiri del Laos, l'11 dicembre 2016 è stato proclamato beato.

### Formazione e ministero sacerdotale
Negli anni sessanta ha studiato filosofia e teologia presso il seminario "Volountas Dei" nella diocesi di Edmundston, in Canada.
Al suo ritorno in patria ha trovato un paese dilaniato dalla guerriglia e pertanto è stato ordinato presbitero il 5 novembre 1972 in un campo profughi. Si è incardinato nel vicariato apostolico di Vientiane.
Il 2 dicembre dello stesso anno è stata proclamata la Repubblica Popolare Democratica del Laos, governata dal partito unico comunista. In seguito ha operato come incaricato della scuola dei catechisti, parroco e, dal 1975, pro-vicario del vicariato apostolico di Vientiane. Dal 1984 al 1987 è stato imprigionato con il confratello Tito Bachong, accusati di "fare propaganda a Gesù". È poi stato vicario delegato del vicariato apostolico di Vientiane.

### Ministero episcopale e cardinalato
Il 30 ottobre 2000 papa Giovanni Paolo II lo ha nominato vicario apostolico di Paksé e vescovo titolare di Acque Nuove in Proconsolare. Ha ricevuto l'ordinazione episcopale il 22 aprile dell'anno successivo nella cattedrale del Sacro Cuore di Pakse dal vicario apostolico di Vientiane Jean Khamsé Vithavong, co-consacranti il vicario apostolico di Savannakhet Jean Sommeng Vorachak e quello emerito della stessa circoscrizione Pierre-Antonio-Jean Bach.
Ha sviluppato un sistema di istruzione in seminario che richiede ai candidati al sacerdozio, dopo tre anni di studio, di passare da uno a tre anni nel lavoro pastorale. Ha spiegato che si tratta di "catechisti, che trasportano farmaci, aiuti e preghiere per il popolo delle montagne. Loro si integrano con gli abitanti del villaggio, vivono come gli abitanti del villaggio in ogni cosa". Visita spesso ogni villaggio, compresi quelli delle montagne e dedica molta attenzione alla pastorale famigliare. Nel settembre del 2007 e nel gennaio del 2017 ha compiuto la visita ad limina. Dal dicembre del 2009 al 2014 ha presieduto la Conferenza episcopale del Laos e della Cambogia. Ha partecipato al Sinodo dei vescovi del 2014 e a quello del 2015, entrambi dedicati alla famiglia.
Il 2 febbraio 2017 papa Francesco lo ha nominato amministratore apostolico di Vientiane.
Il 21 maggio 2017, al termine del Regina Cœli, papa Francesco ha annunciato la sua creazione a cardinale nel concistoro del 28 giugno. È il primo cardinale laotiano. Il successivo 4 ottobre lo stesso pontefice lo ha nominato membro della Congregazione per l'evangelizzazione dei popoli.
Il 16 dicembre 2017 papa Francesco lo ha nominato vicario apostolico di Vientiane.
Il 22 aprile 2018 ha preso possesso del titolo cardinalizio di San Silvestro in Capite.
Dal 30 novembre 2019 è anche amministratore apostolico di Luang Prabang.
L'8 aprile 2024 ha compiuto ottant'anni e, in base a quanto disposto dalla costituzione apostolica Universi Dominici Gregis di papa Giovanni Paolo II del 1996, è uscito dal novero dei cardinali elettori ed è decaduto da tutti gli incarichi ricoperti nella Curia romana. Il 23 dicembre seguente papa Francesco ha accolto la sua rinuncia, presentata per raggiunti limiti di età, al governo pastorale del vicariato apostolico di Vientiane; gli è succeduto Anthony Adoun Hongsaphong, presbitero del vicariato apostolico di Paksé.

## Genealogia episcopale e successione apostolica
La genealogia episcopale è:
- Cardinale Scipione Rebiba
- Cardinale Giulio Antonio Santori
- Cardinale Girolamo Bernerio, O.P.
- Arcivescovo Galeazzo Sanvitale
- Cardinale Ludovico Ludovisi
- Cardinale Luigi Caetani
- Cardinale Ulderico Carpegna
- Cardinale Paluzzo Paluzzi Altieri degli Albertoni
- Papa Benedetto XIII
- Papa Benedetto XIV
- Papa Clemente XIII
- Cardinale Marcantonio Colonna
- Cardinale Giacinto Sigismondo Gerdil, B.
- Cardinale Giulio Maria della Somaglia
- Cardinale Carlo Odescalchi, S.I.
- Cardinale Costantino Patrizi Naro
- Cardinale Lucido Maria Parocchi
- Papa Pio X
- Papa Benedetto XV
- Papa Pio XII
- Cardinale Eugène Tisserant
- Papa Paolo VI
- Vescovo Thomas Nantha
- Vescovo Jean Khamsé Vithavong, O.M.I.
- Cardinale Louis-Marie Ling Mangkhanekhoun

La successione apostolica è:
- Vescovo Jean Marie Prida Inthirath (2010)
- Vescovo Andrew Souksavath Nouane Asa (2022)
- Vescovo Anthony Adoun Hongsaphong (2025)